# Eugène Enriquez
Pour les articles homonymes, voir Enriquez.
 (janvier 2013).
Si vous disposez d'ouvrages ou d'articles de référence ou si vous connaissez des sites web de qualité traitant du thème abordé ici, merci de compléter l'article en donnant les références utiles à sa vérifiabilité et en les liant à la section « Notes et références ».
 (décembre 2024).
 (décembre 2024).
La mise en forme du texte ne suit pas les recommandations de Wikipédia : il faut le « wikifier ».
Les points d'amélioration suivants sont les cas les plus fréquents. Le détail des points à revoir est peut-être précisé sur la page de discussion.
- Les titres sont pré-formatés par le logiciel. Ils ne sont ni en capitales, ni en gras.
- Le texte ne doit pas être écrit en capitales (les noms de famille non plus), ni en gras, ni en italique, ni en « petit »…
- Le gras n'est utilisé que pour surligner le titre de l'article dans l'introduction, une seule fois.
- L'italique est rarement utilisé : mots en langue étrangère, titres d'œuvres, noms de bateaux, etc.
- Les citations ne sont pas en italique mais en corps de texte normal. Elles sont entourées par des guillemets français : « et ».
- Les listes à puces sont à éviter, des paragraphes rédigés étant largement préférés. Les tableaux sont à réserver à la présentation de données structurées (résultats, etc.).
- Les appels de note de bas de page (petits chiffres en exposant, introduits par l'outil «  Source ») sont à placer entre la fin de phrase et le point final[comme ça].
- Les liens internes (vers d'autres articles de Wikipédia) sont à choisir avec parcimonie. Créez des liens vers des articles approfondissant le sujet. Les termes génériques sans rapport avec le sujet sont à éviter, ainsi que les répétitions de liens vers un même terme.
- Les liens externes sont à placer uniquement dans une section « Liens externes », à la fin de l'article. Ces liens sont à choisir avec parcimonie suivant les règles définies. Si un lien sert de source à l'article, son insertion dans le texte est à faire par les notes de bas de page.
- La présentation des références doit suivre les conventions bibliographiques. Il est recommandé d'utiliser les modèles {{Ouvrage}}, {{Chapitre}}, {{Article}}, {{Lien web}} et/ou {{Bibliographie}}. Le mode d'édition visuel peut mettre en forme automatiquement les références.
- Insérer une infobox (cadre d'informations à droite) n'est pas obligatoire pour parachever la mise en page.

Pour une aide détaillée, merci de consulter Aide:Wikification.
Si vous pensez que ces points ont été résolus, vous pouvez retirer ce bandeau et améliorer la mise en forme d'un autre article.
 (décembre 2024).
Eugène Enriquez, né le 30 juillet 1931 à La Goulette en Tunisie et mort le 19 décembre 2024 à Paris, est un psychosociologue français, professeur honoraire de l'université Paris-VII.

## Biographie
En 1993, Eugène Enriquez est membre fondateur du CIRFIP et il participe à la création de la Revue internationale de psychosociologie en 1994, puis de la Nouvelle revue de psychosociologie en 2006, dont il a été corédacteur en chef. Il codirige le Vocabulaire de psychosociologie (2002), ouvrage collectif du CIRFIP avec André Lévy et Jacqueline Barus-Michel, aux éditions Erès.
Il publie en 1983 De la horde à l'État : essai de psychanalyse du lien social, ouvrage issu de sa thèse d’État. 
Eugène Enriquez a repris comme base les apports de Sigmund Freud et Max Weber, et s'est essentiellement intéressé aux fonctions imaginaires et à l'inconscient social, et en particulier aux aspects mortifères du pouvoir.
Il meurt le 19 décembre 2024 à Paris.

## Idées générales caractéristiques de son œuvre
D'un point de vue des sciences humaines, la psychologie et la psychanalyse dans leur appréhension des phénomènes inconscients ne peuvent suffire à rendre compte de leurs effets dans la réalité sociale : en effet, les concepts issus de ces sciences, bien que pertinents en soi, ne sauraient être plaqués sur la réalité sociale ; il leur faut pour cela être validés (c'est-à-dire travaillés, expérimentés, épistémologiquement recevables etc.) comme trans-spécifiques d'une science à l'autre. Il faut donc pour rendre compte de cette réalité de manière pertinente, recourir à d'autres sciences telle une psychosociologie correctement définie et appliquée en tant que pratique rigoureuse observant des objets vivants concrets et réels relatifs à la vie sociale, et enfin promouvoir l'édification d'une sociologie clinique intégrant ces concepts rendus trans-spécifiques. 
La pierre angulaire de son œuvre est la thèse De la horde à L'État publiée en 1983. À partir d'une exégèse méticuleuse des ouvrages à portée sociologique de Freud, la nature profonde du développement des civilisations (vie et mort des civilisations) y est analysée, élucidant ainsi le véritable sens du développement historique. La démonstration aboutit ainsi à décrire les différentes figures possibles que peut prendre l'État moderne, dont la forme d'État total dit État de horde, expression ultime et mortifère de domination se voulant seul et unique principe sacré régissant la société, avec ses conséquences sociales et sociétales tant pour les groupes que les individus (mort et négation des groupes et individus soumis dans un retour dans la reconstitution d'un temps primordial au profit exclusif d'un seul individu et/ou groupe central unilatéral et directement violent), tout autre sacré tels la Religion, l'Argent, le Travail, l'Entreprise y sont alors relégués comme secondaires et contingents voire tout simplement supprimés.
Les différentes formes que peut prendre l'État ne sont ni le fruit du hasard ni fortuites, elles sont à l'image des besoins de réassurance de chacun des individus dans la mesure où tous sont plus ou moins en situation de détresse infantile latente et permanente dans la vie, et exigent en compensation et/ou en étai la présence d'une puissance tutélaire surtout en cas de perspective de perte des moyens sociaux d'autonomie.
Dans ses études postérieures, un accent particulier est mis sur la prégnance de l'inconscient. Une notion majeure est mise en évidence : la dichotomie entre imaginaire moteur (sublimation) expression de la pulsion de vie d'une part et imaginaire leurrant (idéalisation) expression de la pulsion de mort d'autre part. Ces deux imaginaires ont des fonctions complémentaires l'une de l'autre : là où l'imaginaire leurrant vise la conservation des normes et de maintenir une fonction de repère, la capacité à l'imaginaire moteur (créations, arts, imagination, rêverie, sublimation etc.), portée par chacun de nous, permet une ouverture favorisant la régénération des normes et des valeurs. 
En outre, concernant la vie des organisations, Eugène Enriquez a mis en évidence la structure fondamentale de l'appareil inconscient de l'organisation (instances mythique, sociale historique, institutionnelle, organisationnelle (au sens strict), groupale, individuelle et pulsionnelle) et dont il caractérise les modalités (1992). Cet ensemble forme un système non stratifié, articulé, dynamique, cohérent avec rétroactions complexes, et où chaque instance se renforce mutuellement pour former si possible un système équilibré. Il y est mis en évidence que l'instance motrice traversant les autres instances est l'instance pulsionnelle dans ces deux aspects de vie et de mort s'opposant et/ou s'alliant mutuellement. Cette découverte aboutit à une nouvelle définition de l'organisation considérée comme un système imaginaire, symbolique et culturel et servant de référentiel à la dynamique imaginaire (moteur et leurre) dans l'organisation.
Que cela soit dans la société tout entière ou dans le contexte de l'organisation, la manifestation de cet imaginaire moteur se traduit par l'apparition d'individus créateurs d'histoire plus ou moins dissidents (en particulier les artistes, écrivains, philosophes, personnages historiques émergents, penseurs politiques, scientifiques etc. mais aussi des anonymes dans leur quotidien). Les normes et valeurs créées par ces créateurs d'histoire, constituent la seule véritable transgression efficace et efficiente pour endiguer des formes de pouvoir de par trop devenu oppressant en le faisant apparaître comme contingent et arbitraire, alors que la révolte voire le terrorisme (ce dernier n'étant qu'une forme avancée de désordre et rien d'autre) ne font que renforcer le pouvoir en place en tant que référence. 
L'imaginaire moteur a donc pour fonction d'éviter à la société et à sa culture vivante un enfermement dans une entropie d'une part, mais aussi de démonétiser, au point de le renverser, un pouvoir devenu par trop mortifère à un moment donné d'autre part.

## Inconscient et vie dans les organisations

### Impact de l'inconscient
L’impact de l’inconscient dans la vie sociale va induire des phénomènes permanents tels que :
1. L’inconscient va désigner les phénomènes de règles intériorisées qui agissent avec force et une intensité non maîtrisable,
2. Ses effets et les conduites inhérentes persistent même si les causes ont disparu,
3. Toute attitude unilatérale va obtenir les effets escomptés mais aussi toujours son inverse.

Toutefois l’inconscient n’est ni inconnu ni inexprimable, en conséquence de quoi ses forces ont une logique propre que l’on peut structurer en classes de processus inconscients non réductibles l’une à l’autre.
Dans une organisation, ces classes de processus forment les instances spécifiques avec leur loi de fonctionnement interne permettant de valider que tout acte dans l’organisation à toujours une motivation inconsciente. L’organisation visible effective est l’actualisation permanente des effets d’instances (ou niveaux d’analyse). Ces instances sont au nombre de sept :
1. l’instance mythique,
2. l’instance sociale historique,
3. l’instance institutionnelle,
4. l’instance organisationnelle (au sens strict),
5. l’instance groupale,
6. l’instance individuelle,
7. l’instance pulsionnelle.

Ces instances rendent compte de l’appareil inconscient collectif réel et particulier d’une organisation contemporaine.  Ces instances fondent un système référentiel, elles donnent à l’organisation contemporaine moderne ses caractéristiques fondamentales réelles et non apparentes, mais dont on voit les effets permanents dans l’organisation effective visibles sous forme de déroulement historique de l’activité, des relations et comportements entre les individus et/ou groupes symptômes pathologiques entre individus et entre groupes.

### Description des instances rendant compte du système imaginaire, symbolique et culturel qu'est l'organisation

#### L’instance mythique
Le mythe ou la légende (c'est-à-dire ce qui mérite d’être perpétuellement narré) sert à fonder tout lien social et à le structurer. Il s’agit d’un ancrage dans un temps primordial « ancien » racontant les exploits de héros et de dieux et autres chimères plus ou moins symboliques.
Ces représentations symboliques doivent faire entrer tout groupe humain dans une histoire irréversible (évolution) et sert de système de valeurs référentielles fondamentales (les vertus héroïques ou la sagesse et/ou puissance des dieux en sont la manifestation prétendue) et est garant du bon déroulement de l’histoire humaine en cours dans l’organisation, il est évident que les dieux et les héros n’existent pas. Toutefois les fondateurs de l’organisation vont jouer ce rôle tutélaire surtout s’ils sont morts depuis longtemps. Ils vont être parés de toutes les vertus à l’image des héros et de tous les potentiels à l’image des dieux. Les fondateurs de l’organisation seront perçus comme des êtres transfigurés dans l’inconscient des membres de l’organisation.
Le mythe parle de l’origine des choses et de la communauté et il a pour but de souder en permanence par identification aux héros. Il s’agit de susciter l’identification à ces êtres vertueux et de fonder l’admiration, l’amour, la révérence et la sidération en contrepartie d’une reconnaissance élective. Cette reconnaissance au nom des fondateurs ou de leur valeur sera toujours attendue et demandée en permanence  par tous les membres de l’organisation afin d’être élevés au rang des êtres au nom desquels les individus souhaitent parler et agir (adoubement).
La conséquence si l’identification au contenu est trop forte ou trop présente est de conduire à des phénomènes de sur investissement personnel (notion de sacrifice) conduisant les personnes à l’obligation constante de montrer sa force et ses capacités performantes et d’aboutir assez vite au surmenage et à l’usure psychique des individus pris dans ces fantasmes d’héroïsme toujours hyper excessifs et vertigineux.

#### L’instance sociale historique
En réalité, vivre au rythme des exigences mythiques est intenable pour tout membre de l’organisation et assez vite une autre instance vient réguler l’instance mythique : c’est l’instance sociale historique qui a pour fonction d’éloigner et de se substituer à l’instance mythique (sans la faire disparaître). 
Elle va tenir éloignés les individus des effets de l’instance mythique mais va en contrepartie leur imposer des règles idéologiques et des limites. L’idéologie va mettre en sens cohérent l’ensemble des pratiques sociales qui ont précédé; elle a pour but de calmer l’anxiété des individus. 
Il s’agit de mettre en forme des modèles significatifs de comportements suffisamment normalisés (et non pas les déchaînements héroïques et fascinants exigés par l’instance mythique). Elle va donc déterminer qui est dominant et qui est dominé, et quels sont les attributs spécifiques induits des classes d’individus (dirigeants, cadres et exécutants subordonnés). Cela vise en particulier à masquer les conflits permanents générés par l’instance mythique. Ces règles idéologiques vont être intériorisées. De mise en sens on passe de la mise en ordre indiscutable à un moment donné, il s’agit donc d’un idéal que l’inconscient de chaque individu va intégrer donnant l’illusion nécessaire de la cohérence.
De comportements héroïques seulement justifiés par les vertus, on va passer à des comportements autorisés. Elle fournit un modèle intangible sur lequel la formation collective (l’organisation) va s’étayer. De l’identification aux fondateurs on va passer à un rassemblement c'est-à-dire de s’identifier autant aux dirigeants mais aussi aux pairs de sa classe d’appartenance sans être en permanence obligé de se justifier puisque pré codés par l’instance sociale historique.
La contrepartie d’un excès d’adhésion au modèle intériorisé est un trop grand conformisme, une frustration des individus face à un modèle fondamentalement totalitaire certes rassurant mais unilatéral, répressif et intolérant. Cette instance conduit à une homogénéisation mortifère dont les symptômes sont la paranoïa, la perversion et l’apathie, si elle devient trop importante. L’aliénation au modèle serait la conséquence ultime pour un individu.

#### L’instance institutionnelle
Dans l’instance institutionnelle, ce sont les mécanismes de pouvoir et de justifications de pouvoir qui vont être intériorisés. Elle a pour fonction une fois le modèle social historique établi d’y générer et inscrire des normes, lois explicites et implicites.
L’institution est ce qui donne commencement, forme et établit : on donc voit que cette instance va s’arroger en réalité les deux instances précédentes afin de maintenir le système en état de fonctionnement et de donner une orientation à tout moment quitte à modifier les contenus hiératiques des deux autres instances.
Les règles inconscientes de cette instance vont détourner les règles précédentes intangibles en rapport de lutte, d’alliance et de compétition. Elles vont pour cela promouvoir un savoir qui a force de loi et qui doit être intériorisé en agissant toujours au nom du mythe. Cette instance va exiger la soumission et la subordination permanente des individus en se donnant les moyens de la répression. 
Elle est le lieu exclusif des modèles de pensées politiques. Cette instance va se manifester par :
1. Un système de savoir et une norme d’éducation plus ou moins contraignant afin de maintenir l’individu dans la forme voulue.
2. Un système de pouvoir, c’est-à-dire un système de décision autonome avec une force contraignante en faisant peser des degrés d’incertitude de la sanction intériorisé par les individus afin d’obtenir le comportement voulu.

L’instance institutionnelle autorise l’autonomie là où les autres instances ne demandait qu’identification et idéalisation. Elle crée donc des zones de liberté (en particulier pour celui qui dispose de l’incertitude sur l’autre) afin de permettre la manœuvrabilité de l’organisation. Toutefois un excès d’autonomie aura tendance à démultiplier le phénomènes institutionnels en sous institutions multiples concurrentes et refera surgir les conflits interne à l’organisation ; car chaque sous-institution de l’organisation qui se créerait avec les individus qui y sont acteurs vont désirer être l’institution primordiale et/ou l’institution préférée de l’institution centrale de l’organisation. La conséquence peut donc être l’éclatement de l’organisation par guerre interne.

#### L’instance organisationnelle (au sens strict)
Les modalités de cette instance vont exprimer les institutions et les sous institutions qu’elle représente. L'organisation ou sous-organisation est donc une modalité spécifique et transitoire de tout un chacun (les institutions) et tente d’être l'incarnation de son institution. Elle va autoriser la transformation dans les faits de ce qui a été institué en des solutions technologiques et opératoires.
Les procédures et les mœurs intériorisées qui en découlent ont pour but de moduler, stabiliser voire d’empêcher les désirs des différents individus et groupes à l’œuvre dans ces solutions ne donnant que la seule légitimité du moins apparente à l’institution. 
Elle a pour but aussi de culpabiliser les individus sur la notion d’efficacité, de rendements, d’excellence etc. en imposant des one best ways. L’excès de l’instance conduit à une réification de l’individu et à une limitation de son autonomie, l’autonomie réelle ou revendiquée n’étant que l’apanage du pouvoir et de l’institution. L’individu dépendant des exigences de l’instance ne pourra prétendre qu’à un degré d’autorité conféré mais non pas de pouvoir jalousement réservé à l’institution.
Un tel système va inconsciemment générer des phobies :
1. L’organisation effective est une mise en forme aussi le non prévu y est haï,
2. Les comportements impulsifs et créateurs rejetés,
3. L’inconnu réduit au plus possible pour réduire la charge d’anxiété surtout face au pouvoir,
4. Les autres en tant que dangers potentiels doivent être soumis à tout moment en particulier par l’intégration dans l’équipe et la soumission à l’ « esprit d’équipe » sous peine d’exclusion,
5. La parole libre non autorisée est bannie car susceptible de remise en cause ou d’ « aberrations »,
6. La pensée désintéressée et créativité n’ont pas leur place.

La conséquence par excès de l'instance est une fétichisation, une compulsion de répétition des conduites de ritualisation maniaques finissant par aliéner les individus et aussi par l’apparition de conduites perverses entre individus de types sado-masochistes comme le harcèlement ou encore coulage sabotage etc., ou bien la communication pour la communication et les postures hystériques qu’elle induit.

#### L’instance groupale
L’instance groupale va créer un modèle spécifique de production conforme à l’organisation au sens strict mais aussi un regroupement de lutte : aussi cette instance est double, elle est à la fois formelle et informelle. Cette structuration est inévitable car les individus n’ont pas vocation à être des insectes et vont tenter à la fois de produire conformément aux normes et directives et limiter le possible celles-ci afin de ne pas être dépersonnalisé ni aliéné. 
Le groupe est le porteur des projets de l’organisation qui va s’instaurer autour d’une illusion, croyance et idéalisation fournies par les précédentes instances et qui va se matérialiser dans l’élaboration et la mise en œuvre d’un projet commun fournis ou proposés par les groupes. Le groupe va être le lieu d’une autonomie propre nécessaire ou bien il n’existe pas :
1. Il va être le lieu de la réalisation de chacun.
2. Il va être le lieu du contre pouvoir par des luttes implicites (jeux) et explicites (conflits).

Le groupe va se sentir investi d’une mission qui le structure et le définit en propre, sans groupe l’organisation ne peut pas exister. Aussi, le groupe va être le lieu privilégié des conduites pathologiques (individus et chefs). Enfin la caractéristique importante est que le groupe sera le lieu privilégié de l’expression de l’inconscient, le lieu de la reconnaissance du désir et du désir de reconnaissance. En conséquence, un groupe va être écartelé et fluctuer entre ces deux pôles extrêmes :
1. Le désir de reconnaissance seul. Le groupe sera massifié c'est-à-dire que c’est la notion de groupe qui surplombe totalement l’individu, les symptômes d’une intolérance à cette situation va se traduire par des conduites pathologiques comme les conduites émotionnelles perturbées, délations, violence, méfiance, la paranoïa va s’y installer avec émergence de discours passionnels. Si cette position s’installe trop (si les aspirations des individus y sont trop déniées et forcloses alors c’est l’explosion assurée).
2. La reconnaissance du désir seul. Le groupe est différencié c'est-à-dire surplombé par les individus (à la limite le groupe n’existe pas ou est un prétexte) alors c’est la lutte de tous contre tous qui s’instaure dans le but d’en prendre le contrôle voir d’en fonder un ; en un mot de devenir le chef, on voit ressurgir le héros et l’instance mythique avec l’exacerbation des conduites perverses et manipulatrices de l’instance organisationnelle. Si cette situation perdure trop le groupe implose par conflit généralisé entre ses membres.

Il est donc nécessaire pour le leader du groupe de veiller à garder un équilibre médian (et non pas une illusion de l’harmonie) entre ces deux pôles en donnant la reconnaissance nécessaire à chaque individu et en rappelant la légitimité du groupe en tant qu’entité (l’esprit d’équipe mais sans excès).

#### L’instance individuelle
Cette instance introduit deux aspects :
La division sujet/individu
1. L’individu est acteur social parlant au nom des autres instances en particulier de son groupe et de sa classe,
2. L’individu est sujet c'est-à-dire sujet de son propre inconscient freudien et collectif en dehors de l’organisation.

Le clivage entre normal/pathologique
1. L’individu normal plutôt dominé et orienté sur la régulation de l’activité,
2. L’individu pathologique plus proche des instances donc plutôt « chef » caractérisé par des degrés de paranoïa (la mission qui justifie tout), de perversions (manipulations sans fin et illusion de maîtrise totale), et hystérie (communication à outrance et théâtralisation).

Chaque individu n’est ni totalement l’un ou l’autre de chacun des aspects : il n’existe pas dans une organisation d’individu totalement fou ou totalement normal ni totalement sujet ni totalement « acteur total ». En réalité l’individu va être acteur social dans la répétition relative (conduite normale conditionnée par les instances) et sujet de par une conduite plus ou moins éruptive (se traduisant par absentéisme, conflictualisation, mauvaise volonté ou au contraire par enthousiasme, sublimation, velléité de grandir : signe de son propre inconscient en jeu avec les instances : 
1. Tout individu à tout moment de par son statut de sujet inconscient constitue « un écart irréductible par lequel le système entier s’ouvre et se régénère ».
2. Cette instance rend l’individu/sujet apte, consciemment ou non, à transformer la structure d’organisation.

Ceci est donc la condition du changement possible. Cette aptitude est le fait de tous les individus de l’organisation sans exceptions. Le symptôme privilégié d’un changement inéluctable à venir se traduira par des conduites de dissidences plus ou moins voyantes d’individus se situant à la marge, quelle que soit sa classe ou son statut. Ce symptôme est caractérisé par un discours où l’individu (en général se sentant isolé et incompris) désigne l’organisation et son fonctionnement comme parfaitement contingente et parfaitement arbitraire.

#### L’instance pulsionnelle
C’est l’instance reprenant le « ça » découvert par Freud et portée par l’ensemble des individus de l’organisation. Cette instance va dynamiser l’ensemble de la structure inconsciente de l’organisation aussi elle va forcément traverser l’ensemble des six autres instances. Les instances sont ici le destin des pulsions. L’instance pulsionnelle va représenter les deux sources de pulsions que sont Éros et Thanatos, et dont les buts sont :
1. Éros : la pulsion de vie, la liaison et la mise en lien de contenu inconscient afin de garantir les besoins et nécessités
2. Thanatos : la pulsion de mort visant à détruire ou effectuer la dé liaison.

Cet ensemble pulsionnels vise la satisfaction sans limite des aspirations des individus de l’organisation (fonction du « ça ») et ne peut donc qu’avoir en permanence un impact sur les autres instances ainsi que les individus.
On oppose Éros et Thanatos, mais dans le cas de l’organisation l’une agit de concert avec l’autre au travers de l’ensemble des individus permettant à la fois la création et la régénération des instances (lieu traduisant des règles intériorisées) et la destruction c'est-à-dire la démonétisation, la désuétude, l’oubli ou « fossilisation » des règles en voie de vestiges. Le symptôme du travail des pulsions va être :
1. L’agressivité permanente tournée vers l’extérieure ou les individus internes perçus comme déviants et expression de la pulsion de mort.
2. La permanence d’idées nouvelles, de discours nouveaux, de formation de groupes, institutions, organisation effective nouvelle etc. c'est-à-dire l’expression de la symbolisation permise par la pulsion de vie et qui finissent tôt ou tard par s’instaurer de gré de force.

Au niveau individuel cela se traduira par :
1. L’individu est temporaire c'est-à-dire définitivement précaire dans l’organisation,
2. La lutte pour la reconnaissance est irrépressible,
3. La renonciation et la résignation voire apathie (inverse de ci-dessus) comme contrepartie à un moment donné,
4. L’échec inéluctable obligeant à des deuils comme condition de la réussite ultérieure.

Au niveau collectif, c’est la pulsion de mort qui régit le cycle de création destruction, c’est une fonction de régulation nécessaire et inéluctable. C’est la pulsion de vie qui permet de combler le vide ainsi créé par la régénération  d’un système imaginaire, symbolique et culturel, c'est-à-dire exprimant un sens et contenu inconscient nouveau, opérant dans l’organisation et structuré dans les instances.

## L’organisation et l'acteur - L'apport deMichel Crozier

### La stratégie de l'acteur
Par rapport au système imaginaire, culturel et symbolique fourni par les instances ; l’individu acteur n’est pas régi par une rationalité techniciste mais par les possibilités d’extension de marge de manœuvre que lui confère ou non le système : il détient forcément une marge de manœuvre irréductible et se saisit des choix qui tôt ou tard s’offre à lui dans la limite de ses contraintes.
On s’aperçoit que plus des individus ou groupes sont placés dans des situations non favorables dans l’organisation plus ils sont apathiques et non coopératifs et qu’à l‘inverse plus les groupes ont accès à des positions stratégiques ils tendent à coopérer et finissent par prendre des postures décisives dans l’organisation. Entre les apathiques répandus et les stratégiques minoritaires existent une middle class dite erratique qui oscille entre les deux. 
Il s’agit donc d’un problème d’opportunité et de capacité dans un système de contraintes rien n’est définitivement figé pour aucun des groupes. La démarche stratégique est contingente aux possibilités du système et où :
1. l'acteur a en fait peu d’objectifs clairs et des projets cohérents à la base ils se heurtent à des ambiguïtés, incohérences, contradictions…il réajuste en permanence.
2. il est actif en permanence, même la passivité est la résultante d’un choix,
3. le comportement a toujours un sens,
4. le comportement est dual : offensif pour saisir l’opportunité et défensif pour garantir sa marge de manœuvre,
5. derrière les comportements éruptifs il y a toujours une stratégie,
6. une stratégie est un ensemble de règles impersonnelles conscientes ou non qui déterminent le choix des acteurs face aux situations.

La stratégie va donc prendre forme dans les jeux ou confrontation des règles entre acteur et former un résultat tangible apparent effectif, c'est-à-dire un équilibre stable à un moment donné. Elle dépend du degré de liberté c'est-à-dire du pouvoir de chacun. L’acteur va agir selon une stratégie gagnante dite stratégie « majoritaire dominante ».

### Le pouvoir est le fondement de l’action organisée
Le pouvoir est une relation d’un acteur sur un autre et non un attribut, il ne se met en œuvre que par la relation qui conditionne les objectifs individuels au travers un objectif commun. Cette relation est une relation d’échange, de négociation et une relation instrumentale motivant l’engagement de ressources et engage ses possibilités d’actions.
Cette relation est réciproque et déséquilibrée dans les faits d’un acteur à l’autre bien que le faible ne soit jamais totalement démuni. Cette relation est un rapport de force limité cependant par le système.
Le pouvoir est la marge de manœuvre, le degré de liberté que chaque acteur dispose c'est-à-dire sa possibilité de refuser. « Celui qui gagne c’est celui qui rend le comportement de l’autre parfaitement prévisible et le sien le moins prévisible possible ».
Faire l’inverse volontairement (se rendre prévisible) revient à déplacer l’enjeu et la nature du jeu et traduit souvent le déplacement de la zone d’incertitude du joueur. Il faut cependant que cette zone nouvelle d’incertitude reste signifiante et pertinente au regard des autres acteurs en jeu. Il s’agit donc que des intérêts en jeu soient toujours significatifs.

### Le pouvoir et l’organisation
L’organisation structure et conditionne les zones d’incertitudes que les groupes et les individus vont tenter d’investir afin d’en prendre le contrôle plus la zone d’incertitude sera cruciale pour la réussite de la bonne marche de l’organisation plus grand sera le pouvoir de cet individu et/ou groupe (il devient indispensable et incontournable).
L’organisation limite et régularise le déroulement effectif des stratégies et des jeux en fixant les enjeux, c'est-à-dire les risques exacts de gains et de pertes. Il existe quatre sources de pouvoirs pour un individu ou un groupe :
1. l’expertise et compétences fonctionnelles particulières,
2. la maîtrise de la relation de l’organisation à son environnement,
3. la maîtrise de la communication et de l’information,
4. le contrôle des règles organisationnelles (métamodèles voire le système des instances même).

### Le jeu est l'instrument de l’action organisée
Le système des instances crée une organisation effective ne contraint jamais totalement un acteur, chaque acteur dispose toujours un degré de pouvoir sur un autre même minime ; aussi :
1. Le pouvoir absolu n’existe pas,
2. L’aliénation totale n’existe pas non plus.

L’acteur va donc mettre à profit sa marge de manœuvre conférée pour négocier sa participation en :
1. La vision des acteurs est l’ensemble des résultats anticipés issus des jeux entre acteurs,
2. chaque acteur voulant contraindre les autres acteurs pour la complétude de ses objectifs,
3. chacun voulant maintenir ou élargir sa marge de manœuvre.

L’acteur va fonctionner par stratégie limitée par la structure formelle qui vise la sûreté de fonctionnement (Stratégie =  ensemble de règles impersonnelles conscientes ou non qui déterminent le choix des acteurs face aux situations et fondant un jeu à résultat.).
L’organisation structure et conditionne les zones d’incertitudes que les groupes et les individus vont tenter d’investir afin d’en prendre le contrôle. Plus la zone d’incertitude sera cruciale l’organisation plus grand sera le pouvoir de cet individu et/ou groupe.
En résumé :
1. L’acteur va agir selon une stratégie gagnante dite stratégie « majoritaire dominante »,
2. Le pouvoir sera le fondement de l’action organisée,
3. Le jeu en sera l’instrument au niveau informel entre acteurs,
4. Le résultat réel voulu par l’organisation sera le résultat des jeux,
5. La vision des acteurs est l’ensemble des résultats anticipés issus des jeux entre acteurs.

« Effectuer un changement revient à casser la structure de représentation des jeux et stratégies de l’acteur ».

## La problématique spécifique du changement - L'apport d'Eugène Enriquez

### La finalité du changement

#### La relation de pouvoir comme obstacle et comme finalité du changement
Le problème du changement c’est le pouvoir car lui aussi doit être sujet au changement. Or le pouvoir est l’instance qui résiste le plus de par sa nature :
1. le pouvoir n’est ni un besoin ni un désir mais une nécessité irréductible en soi à partir duquel il faut raisonner
2. le pouvoir est réparti de manière informelle en réalité au niveau des zones d’incertitudes plus ou moins cruciales, en réalité tout le monde détient une zone plus ou moins grande de pouvoir

Les rapports de jeux de coopération qui en découlent sont fondamentalement conflictuels, ambigus et manipulateur. L’organisation idéalisée harmonieuse, vertueuse et non conflictuelle est impossible. La difficulté vient que certaines catégories de personnes accaparent le pouvoir (savoirs cruciaux) résultat normal de jeux dont le but est de réduire la marge de l’autre précisément, les détenteurs de pouvoirs accaparés se rendent difficile d’accès. Les pouvoirs (tout niveau) devront être impérativement la première cible des politiques de changements.

#### Finalités vécues et finalités choisies
C’est au niveau des relations concrètes de pouvoirs que se joue le changement parce que relations vécues et non pas seulement au sommet ni selon l’organigramme officiel. Un changement par l’organigramme aboutirait à recréer une nouvelle bureaucratie.
La réponse viendra de la (re)distribution des marges d’incertitudes et de reconnaître à chaque détenteur leurs prérogatives réelles en amenant à faire assumer leur responsabilité réelle ni dépossédée ni accaparée.
« Il sera alors nécessaire de redéfinir les objectifs de chacun de manières concrètes ainsi qu’un apprentissage et une découverte de modes de relation nouveaux qui vont progressivement effacer les situations de déséquilibres : ceci est le sens profond et l’objectif réel du changement ».
Cependant il est impératif que les participants assument totalement ce choix et d’accepter les prérogatives du rôle conféré : ils doivent donc être amener en position de choisir et d’en assumer les contraintes nouvelles.

#### Le cas particulier de l’autogestion: un problème et non une solution
L’autogestion est-elle la solution nécessaire et suffisante à tout problème de changement ? Malheureusement le changement n’est pas un problème de choix de valeur idéologique, l’autogestion reviendrait à redistribuer le pouvoir au plus grand nombre tout en contraignant selon un modèle donné a priori, c’est à la fois contradictoire et illusoire : l’autogestion ne se décrète pas. Elle ne peut se réaliser ni par la contrainte ni par l’adhésion idéologique.
Le projet autogestionnaire est fondamentalement un problème car derrière la générosité du projet il masque en réalité une perspective à la fois vaine et dangereuse : la suppression de tout pouvoir c'est-à-dire l’éviction d’une composante essentielle de la coopération (fin des jeux). Même si l’autogestion est instituée démocratiquement et égalitairement, les manipulations les plus diverses continueront à proliférer pour se cristalliser autour des points clefs du système (direction, orientation, vision etc.).
Ce que révèle le problème de l’autogestion c’est qu’il est impossible d’imposer un modèle effectif d’en haut dans la mesure où une société vertueuse n’existera jamais. Ce sont les individus concrets réels qui porte la responsabilité du changement et non pas un modèle en soi : il s’agit d’amener chacun à découvrir sa marge de liberté dont il dispose vraiment et ainsi la véritable responsabilité qu’il souhaite assumer.

### La conduite du changement: la dualité agents de changement et analystes

#### Rappel historique sur la question du changement et de son idéologie
L’arrivée de Darwin au XIXe siècle a transformé l’étude des Êtres en problématique de l’évolution et la mutation des espèces. Cette idée a fini par atteindre l’étude des rapports sociaux toutefois pour cette dernière approche tout semble s’être arrêté net dans la mesure où certaines conclusions étaient désagréable à entendre. Au XXe siècle l’idéologie de substitution a été : l’évolution c’est le progrès. Or en réalité, c’est la question du changement au lieu de l’évolution dont il s'agit en réalité ; le changement c’est la rupture, la désorganisation, la recherche d’un nouvel équilibre et la mutation non finalisée ou perçue comme telle.
Le passage de l’idéologie de l’évolution (« le progrès ») à une réflexion sur le changement n’est pas reçue ni par les groupes sociaux ni par les individus car cette idée débouche sur des questionnements trop anxiogène.
Ces dernières années on assiste à un retour des théories du changement dans le but d’anticiper et maîtriser les changements à venir, celle-ci induit une idéologie de changement perpétuelle et curieusement les individus se sentent prêts aux changements a priori, on remarque que :
1. le changement est devenu une valeur en soi,
2. le changement est surtout le changement des autres.

On assiste à la venue de méthodes agissant sur les structures, les techniques le social etc. mais ne portant jamais sur l’acteur « sujet et objet ». Ceci n’est pas le hasard : même en prônant le changement les individus désirent fondamentalement ne pas changer.
Cette posture s’explique : la résistance au changement est explicable dans la mesure où on impose le changement sans se demander si les individus sont enclins à changer dans le sens proposé et surtout si on ne leur indique pas pourquoi : pour les individus le mode de comportement en cours n’a a priori aucune raison d’être remis en cause.

#### Typologie du changement

##### Les deux sous-systèmes concrets réels: organisation et individu
Il n’existe que deux sous-systèmes concrets réels: les individus et les groupes organisés temporaires ou non. Les institutions sont transcrites dans les organisations effectives : l’organisation masque et exprime à la fois ce qui a été réellement institué : le lieu de changement ne peut être que les individus et les organisations pas les institutions directement.

##### Le changement individuel
En dehors de la psychanalyse qui vise la cure analytique et qui ne s’applique pas ici, il s’agira de faire vivre, se faire représenter des situations « imaginaires » en en levant certains interdits et complexes que la personne a structuré dans son rôle d’acteur surtout vis-à-vis de l’exercice de ses responsabilités bien assumées ou non.
Cependant comme dans la psychanalyse l’individu va se défendre en détournant, en développant une dialectique visant à se déresponsabiliser : ceci est typique de l’inconscient qui nie en permanence historicité, doute, questionnement, souffrance, le temps etc. Or l’analyse est le lieu privilégié du déploiement de l’imaginaire et/ou est entretenu un mélange entre imaginaire et réalité. Toutefois la situation d’analyse permet de lever les conditionnements institués dans le rôle social de la personne.
L’analyse n’a pas de puissance absolue le résultat est toujours relatif car résulte d’un rapport de force entre répétition/conservation et force de vie, créativité et savoir : c’est ce dernier qui est l’enjeu réel et doit remplacer la place laissée vide par la répétition/conservation une fois celle-ci révoquée. Il faut donc parvenir à créer un vide.
L’analyste va travailler sur des composants : des manifestations, des désirs, des symptômes et ne seront jamais totalement circonscrits – c’est pourquoi une démarche qui favorise le questionnement et l’interrogation est fondamentale. Il s’agit de profiter des mouvements de liaisons (désirs latents) dont on sait qu’ils peuvent ne pas être stoppés malgré les résistances et les orienter sur des nouveaux objets sociaux et ainsi vaincre la conservation/répétition devenue soudainement terne et obsolète par l’individu.

##### Le changement organisationnel
Les organisations sont à la fois closes et ouvertes : elle fait tout pour maintenir sa cohérence et sa permanence par la répétition et l’autorégulation et se défendre contre l’inconnu ;  et en même temps elle va changer pour s’adapter par rapport à son environnement extérieure : là subsiste un problème, soit on applique les critères des dirigeants (changement fonctionnel ou fonctionnaliste) soit on prend un posture inverse (changement dysfonctionnel = rupture totale).
Fondamentalement il n’existe que deux types de changement en réalité : le changement fonctionnaliste où l’agent de changement fera sienne les directives des dirigeants et exige les attitudes « fonctionnels » qu’il l’arrange par un changement programmé et normatif et en imposant un modèle de changement, et le changement dysfonctionnel prenant fait et cause pour les dominés allant de la démarche revendicative au renversement révolutionnaire :
Le changement fonctionnel
Le changement fonctionnaliste où l’agent de changement fera sienne les directives des dirigeants et exige les attitudes « fonctionnelles » qu’il l’arrange par un changement programmé et normatif, en imposant un modèle de changement
Le changement dysfonctionnel
Le changement dysfonctionnel ou militant qui reprend non pas le point de vue des dominants mais ceux des dominés pour provoquer un changement en créent un maximum de dysfonctionnements – cette position est irréaliste –. Il se présente comme un renversement et provoque des crises dures (une des variantes est la restructuration où sont prônées les valeurs des conquérants ayant acquis l’entreprise).
On constate toutefois qu’il existe des similitudes entre les deux types de changements : dans les deux cas l’agent de changement est militant et est aveuglé par l’idée que les individus n’ont pas de question à se poser – il prend les individus pour des individus compacts « non divisés » et où l’inconscient est secondaire voire n’existe pas – la communication seule suffirait : c’est une erreur. Il faut impérativement adjoindre à l’agent de changement un tiers analyste devant faire le travail « opposé » c'est-à-dire qu’il va être attentifs aux discours naissants et conduites naissantes apparus sous l’impulsion de l’agent de changement (interrogations, conflits, contradictions mais aussi désirs d’investissements etc.).
Aussi l’analyste va réinvestir la problématique des jeux, stratégies et nouvelles zones de pouvoir en fonction des nouveaux discours et assister, accompagner, élucider, prolonger les changements spontanés apparaissant dans les groupes et individus dans l’apprentissage des nouvelles formes de responsabilité à choisir et à assumer. Il sera le complément indispensable au discours d’induction de l’agent de changement.
Enfin, plus tôt sera mis en place le dispositif d’encadrement de changement (agent et analyste), plus tôt sera effectif le changement; en effet, un changement durable est assez long et ne peut être artificiellement accéléré sous peine d’échec.

### Le rôle du psychosociologue

#### Champ d’observation du psychosociologue
Il ne s’agit pas de l’étude d’une réalité sociale ni d’une psychothérapie : les gens ne sont pas malades ; il s’agit seulement d’interpréter les phénomènes apparents « à la lettre » : 
1. accepter et recueillir ce que les acteurs expriment comme vécu tels qu’ils les formulent,
2. rétablir la chaîne de signifiants par la l’identification de l’influence des sept instances (quand c’est possible) s’exprimant par des contradictions et des hésitations etc. et de reconstituer le sens.

Il s’agit donc de recueillir « au pied de la lettre » les discours de ressentis et de vécus et ne doit pas ni censurer ni tenter d’influencer les acteurs interviewés, le vécu des acteurs : il s’agit de faire confiance à l’expression consciente des désirs et des volontés. Il faut poser le postulat que les acteurs se livrent à des stratégies, luttes etc. et le savent consciemment ou non. En s’exprimant il manifeste leur attachement à certaines significations sociales et/ou psychologiques centrales (signifiantes) pour chacun d’entre eux.
La chaîne signifiante exprime la contradiction/congruence c'est-à-dire le décalage entre le discours et le faire effectif expression de l’imaginaire collectif de l’organisation qu’il faut cerner avant d’agir et de préconiser une action de changements ou de poser un quelconque diagnostic concernant les conduites pathologiques. Le psychosociologue doit dégager le contexte imaginaire effectif réel à l’œuvre dans l’organisation.

#### Le problème des conduites pathologiques des projets et des groupes

##### La structure particulière du projet
La description restent ici dans la partie sociologie de projet et sociologie de groupe, le projet exprime inconsciemment un volontarisme de tout vouloir maîtriser cela implique :
1. une philosophie (référentiel) de la volonté et de l’action,
2. une philosophie de la connaissance

Le projet va dans l’inconscient osciller entre quatre pôles :
1. Pôle créatif (pulsion de vie)
2. Pôle normatif (normes – pulsion de mort)
3. Pôle existentiel (répétitivité – pulsion de mort)
4. Pôle pragmatique (anticipation – pulsion de vie)

Le projet fixe donc un cadre imaginaire qui lui est spécifique auxquels les acteurs vont se référer le projet est un sous-ensemble particulier de l’inconscient de l’organisation. Aussi les conduites pathologiques seront propres au projet, on notera les plus fréquentes :
Le projet divisé ou le déni de projet
D’un point de vue de son organisation un projet sépare rôle de conception et rôle de réalisation 
Dans une représentation pathologique le projet devient  incantatoire pour mieux masquer une division sourde et masquée d’une division du travail (dominant = conception et dominé = réalisation). C’est une illusion de projet pour justifier une exploitation plus ou moins directe.
Le technicisme et le « technologisme »
Le technicisme des procédures et l’apologie de la technologie traduisent des conduites perverses manipulatrice de type « maîtrise totale » ou « excellence par la performance ». Cette apologie cache en fait un désordre des dominants qui tend à se retrancher derrière une structure formelle (sûreté de fonctionnement pour la sûreté de fonctionnement) mais vise en fait à limiter les stratégies et jeux normaux (informels des acteurs) pour mieux les soumettre – il ne s’agit donc pas du projet dont le but est ici détourné.
Le totalitarisme de la fonction planificatrice
Il s’agit d’une idéalisation négatrice de la réalité : il introduit une fausse continuité temporelle c’est-à-dire une redéfinition illusoire du temps pour mieux masquer un trop grand morcellement du projet. Il nie les imprévus de la réalité pour mieux imposer un discours idéologique. En réalité cette conception des projets conduit à l’échec par improvisation au dernier moment et conduit à l’effondrement du projet.
Le culte de l’autosatisfaction
Cela vise le narcissisme des individus qui prennent leur travail (c'est-à-dire eux-mêmes) pour leur propre idéal. Cela conduit à une sorte d’enfermement sur le projet entre narcissisme et idéalisation. C’est un fétichisme qui conduit à des aberrations comme des sur-dépenses, voyages d’agrément, standing, rien n’est trop beau etc.…) C’est une conception infantile des projets qui doit être rectifiée sous peine de voir le projet ne jamais finir et de coûter très cher pour un résultat moyen.
Le leurre
Il s’agit de laisser entrevoir des perspectives audacieuses mais dont les réalisations seront en réalité médiocres ou inconséquentes (l’architecture peut fournir un bon exemple). Le « texte » produit est abscons et « jargonne » dans une langue de bois. Il faut se réinterroger sur le fondement réel d’un tel projet.
L’activisme hypomaniaque
Il s’agit d’une conduite concernant les individus ou groupe qui abandonnent un projet à peine ébaucher pour en prendre un autre ; créant une « obsolescence » de sa personne et/ou groupe. L’activiste vit dans la superficialité et l’éphémère et traduit des problèmes de représentations du lien social, l’individu ou groupe se prend pour une sorte de héros/dissident qui ne veut rendre de compte à personne ; elle est particulièrement fréquente dans les projets technologiques.

##### Le cas particulier des groupes
La spécificité du groupe se caractérise comme lieu de réalisation des individus, lieu des projections donc lieu privilégié de la manifestation de l'inconscient ; on notera les formes pathologiques qu'il faudra traiter promptement si elles émergent : 
Le fantasme du groupe « machine » séducteur et persécuteur (Didier Anzieu)
Les participants ont le sentiment d’être emporté dans un processus inexorable et usant psychologiquement (burn-out dont le symptôme est l’absence d’idées nouvelles et un début d’apathie). Les chefs sont perçus comme des démiurges et on est très proche de l’instance mythique (héroïsme et surtout sacrifice) : le prix pour le renoncement est toujours hors d’atteinte ou sans cesse reculé.
Ils ont le sentiment d’être la proie d’une force qui les dépasses et les « dévorent » - c’est extrêmement anxiogène et même potentiellement dangereux pour les individus (dépression nerveuse voire suicide) - c’est une pathologie de groupe très grave : il faut intervenir au plus vite. Le groupe va vite de toute façon s’effondrer. 
La communication pathogène ou l’injonction paradoxale et/ou la désillusion - le double lien (Paul Watzlawick)
Il s’agit de délivrer un message qui a un double sens : le projet confondu avec le destin du groupe (et réciproquement)  devient une obligation pour tous les acteurs c'est-à-dire qu’ils sont mis en demeure soit d’en avoir un soit d’y participer « pour leur bien ». En réalité le message masqué est inverse il vise à asservir et contrôler davantage tout en prônant l’idée inverse (épanouissement, prise de responsabilité, reconnaissance etc.). Il masque en réalité l’irresponsabilité de l’organisation qui ne sait pas créer les conditions de fonctionnement efficace d’un projet et déporte sa responsabilité sur les acteurs du projet qui s’en pendront qu’à eux-mêmes. C’est une figure de la pulsion de mort.
Le groupe massifié – polarisation sur le désir de reconnaissance (Eugène Enriquez)
À un extrême de l’instance groupale : désir de reconnaissance seule domine : le groupe sera massifié c'est-à-dire c’est la notion de groupe qui surplombe totalement l’individu, les symptômes d’une intolérance à cette situation va se traduire par des conduites pathologiques comme les conduites émotionnelles et perturbées, délations, violence, méfiance, la paranoïa va s’y installer avec émergence de discours passionnels. Si cette position s’installe trop (si les aspirations des individus y sont trop déniées et forcloses - forclusion de système symbolique - alors c’est l’explosion assurée).
Le groupe différencié – polarisation sur la reconnaissance du désir (Eugène Enriquez)
À un extrême de l’instance groupale : reconnaissance du désir seule : le groupe est différencié c'est-à-dire surplombé par les individus (à la limite le groupe n’existe pas ou est un prétexte) alors c’est la lutte de tous contre tous qui s’instaure dans le but d’en prendre le contrôle voir d’en fonder un ; en un mot de venir le chef, on voit ressurgir le héros et l’instance mythique avec l’exacerbation des conduites perverses et manipulatrices de l’instance organisationnelle. Si cette situation perdure trop le groupe implose par conflit généralisé entre ses membres.

### Les deux leviers fondamentaux du changement: idéalisation et sublimation
L’idéalisation
L’idéalisation est un mécanisme imaginaire qui consiste en :
- identification à une instance supérieure comme une religion ou une société,
- aujourd'hui les "nouveaux sacrés" : l'Argent, l'État, l'Entreprise...
- ces institutions essaient de se montrer comme sacrées et totalement indiscutables, sorte de puissances absolues au-dessus de tous et créatrices d'un lien prétendument incontestable,
- idéalisation sociale, réinterprétation des faits (ne parlons même pas des faits cachés),
- besoin d'un amour envers le chef, un héros,
- idéalisation qui cache quelque chose, défense contre un ennemi potentiel.

La perte de l'idéalisation ou idéalisation floue peut devenir dangereuse pour la société, en effet, l’idéalisation à un rôle protecteur en fournissant des repères par rapport au deuil et à la souffrance ; un individu sans idéal serait capable de tout, autant du bien que du mal, ne connaissant pas les limites de la société qu'il habite. L’idéalisation fournit un cadre social à l’individu.
La sublimation
La sublimation est un phénomène imaginaire qu’on oppose à idéalisation : l’opposition idéalisation / sublimation existe mais les deux phénomènes peuvent être aussi complémentaires à l’instar des pulsions de mort et de vie qu’elles sous-tendent. La sublimation correspond au désir du développement de soi, en effet la sublimation est aussi la condition de l’existence sociale : si on en était resté aux pulsions jamais de société n'aurait pu exister.
Sublimer est un processus normal de la société, rien que de parler est un acte de sublimation : c’est l’abstraction des choses pratiques en mots etc. La sublimation donne la possibilité de discuter, de tisser des liens et constitue le levier de la socialisation effective, en conséquence la sublimation n'est pas forcément toujours un contraire de l’idéalisation.
La sublimation donne le droit à l'inconscient de s'exprimer pour le bien de la société  c’est-à-dire à l’individu d’utiliser ses pulsions pour atteindre un but socialement valorisé par la culture et donner satisfaction à son narcissisme en même temps.
A priori il y a assez de métiers pour que chacun d'entre nous puisse assouvir ses pulsions, toutefois les gens sont souvent contraints à faire un travail qui ne leur convient pas. Cet écart amène un certain nombre d'individus (peut-être une majorité) a ne pas pouvoir se sublimer. Aussi, la sublimation doit s'aider de l'idéalisation pour obtenir et maintenir un équilibre acceptable : dans ce cas les deux concepts de ne rejettent pas mais au contraire ont tendance à se compléter.
La sublimation est une intellectualisation : appropriation des concepts, la dérive pathologique consiste phantasme du contrôle absolue, besoin destructif, dérive de tout mettre dans des boîtes de tout classer de penser tout savoir. Dans le cas de la création, expression de la sublimation, mais en même temps charge émotionnelle, aussi elle devient douloureuse et difficile à supporter en permanence. Une forme de sublimation serait justement le partage de cette envie d'investigation que constitue la création.
Sublimation et idéalisation sont unies, ne peuvent exister l'une sans l'autre. Il n'existe pas de société purement individuelle comme purement collective. Les repères des deux côtés sont indispensables, les hommes ont besoin de faire partie d'un groupe autant qu'ils ont besoin d'exister individuellement comme être unique. La question devient vers quoi et vers quelle culture faut-il tourner l’individu et les groupes.

## Publications

### Ouvrages
- De la horde à l'État : essai de psychanalyse du lien social, coll. « Connaissance de l'inconscient », Paris, Gallimard, 1983.
- Clinique du pouvoir - Les figures du maître, Erès, 2007.
- Les jeux du pouvoir et du désir dans l'entreprise, DDB, 1997.
- Les figures du maître, Arcanterès, 1991.
- L'organisation en analyse, 1992
- L'analyse clinique dans les sciences humaines, 1993.
- Les jeux du pouvoir et du désir dans l'entreprise, 1997.
- Désir et résistance, la construction du sujet. Contribution à une nouvelle anthropologie. Entretiens avec Joël Birman et Claudine Haroche, Lyon, Parangon-Vs, 2011[4].

### Direction et codirection d'ouvrages
- Désir de penser, peur de penser, 2006.
- Vocabulaire de psychosociologie, 2002.

### Participation à des ouvrages collectifs
- L'inadaptation, phénomène social, 1964.
- La formation psychosociale dans les organisations, 1971.
- Le sexe du pouvoir, 1986.
- Les trois métiers impossibles, avec Michel Fain, Jean Cournut, Mireille Cifali & Alain de Mijolla, Paris, Les Belles-lettres, coll. « Confluents psychanalytiques », 1987.
- L'Institution et les institutions, 1991.
- (br) O mal estar nas organizaçoes, 1991.
- (br) Analise social e intervençao, 1994.
- (br) Mudança e sobrevivencia, 1995.
- (br) Psychanalyse et sexualité, 1996.

### Coauteur
- Inventaire en clinique du travail, 2006.
- l'Inconscient et la Science, 1991.
- Le goût de l'altérité, 1999.

### Articles et chapitres de livres
- Les pratiques sociales au regard de l'éthique, Nouvelle revue de psychosociologie, 2007
- Évolution, transformation, signification du travail et perspective psychosociologique (1978) - publié dans "Que va devenir le travail ?" -
- Les coopératives de production et de consommation, Cahiers de la FEN, 1989.
- «Individu, création et histoire», Revue de psychothérapie psychanalytique de groupe, 2016/1, no 66, p. 9-26